# Ahmed Fortas
Ahmed Fortas (ur. 29 grudnia 1977) – algierski zapaśnik walczący przeważnie w stylu klasycznym. Złoty medalista igrzysk afrykańskich w 2003 i brązowy w 2007. Wicemistrz igrzysk panarabskich w 2004. Zdobył cztery medale na mistrzostwach Afryki w latach 2002 – 2005 roku.